# Béla Simon
Béla Simon (Szolnok, 4 agosto 1988) è un canottiere ungherese.

## Palmarès

### Mondiali
- 1 medaglia:
  - 1 oro (Sarasota 2017 nel due con)

### Europei
- 1 medaglia:
  - 1 oro (Brandeburgo 2016 nel due senza)